# Myiophobus fasciatus
El mosquero estriado (Myiophobus fasciatus) es una especie de ave paseriforme de la familia Tyrannidae perteneciente al género Myiophobus. Es nativa del este de América Central y de América del Sur.

## Nombres comunes
Se le denomina también mosqueta estriada (en Argentina, Paraguay y Uruguay), mosqueta chorreada (en Argentina), mosqueta corona amarilla (en Uruguay), atrapamoscas pechirrayado (en Venezuela y Colombia), mosquerito pechirrayado (en Costa Rica, Ecuador y Panamá), mosquerito de pecho rayado (en Perú) o cazamoscas picochato (en Chile).

## Distribución y hábitat
Las varias subespecies se distribuyen desde Costa Rica y Panamá, por el norte de Venezuela, Guyana, Guayana francesa, Surinam, Trinidad y Tobago, Colombia, este de Ecuador, Brasil, este de Perú, Bolivia, Paraguay, hasta Uruguay y el centro de Argentina; está ausente de casi toda la Amazonia.
Esta especie es considerada común en sus hábitats naturales: las clareras arbustivas, bosques ralos y sus bordes principalmente abajo de los 1500 m de altitud, localmente hasta los 2700 m en los valles andinos.

## Descripción
Son aves de pequeño tamaño. La mosqueta adulta mide unos 12,7 cm de longitud y pesa 10,5 g. La cabeza y las partes superiores son de color marrón oscuro rojizo, y la corona tiene una cresta poco aparente de color amarillo, que queda erecta cuando los adultos están excitados. Posee dos barras alares de color ante pálido y las partes inferiores son de color blanquecino con sombras de color amarillo pálido en el vientre y con pinceladas oscuras en el pecho y los costados. El pico es de color negro en la parte superior y marrón en la inferior. Ambos sexos tienen una apariencia similar, pero los juveniles carecen de corona.

## Comportamiento
Son encontrados solitarios o en pares, encaramados en perchas bajas y erectos, algunas veces en el abierto, pero no son aves conspícuas. Hacen vuelos cortos para capturar insectos, tanto en el aire como en el follaje.

### Alimentación
Su dieta consiste de insectos, incluyendo pequeños escarabajos (Coleoptera), hormigas y pequeñas avispas (Hymenoptera) y moscas (Diptera); también pequeñas bayas.

### Reproducción
Fabrica un nido profundo con tallos y corteza, tejidos con fibras vegetales finas, que suspende del borde desde una rama lateral en la parte baja de los árboles. La puesta típica suele constar de dos huevos de color crema con una corona de color rufo. La hembra los incuba durante 17 días, y los polluelos tardan en emplumar otros 15 a 17 días. Esta especie sufre el parasitismo de puesta del tordo renegrido (Molothrus bonariensis).

### Vocalización
Su canto consiste en una nota «uii-ub» o «uii-eb», a veces dada en una serie prolongada. El llamado más frecuente es un rápido «jui-didididi».

## Sistemática

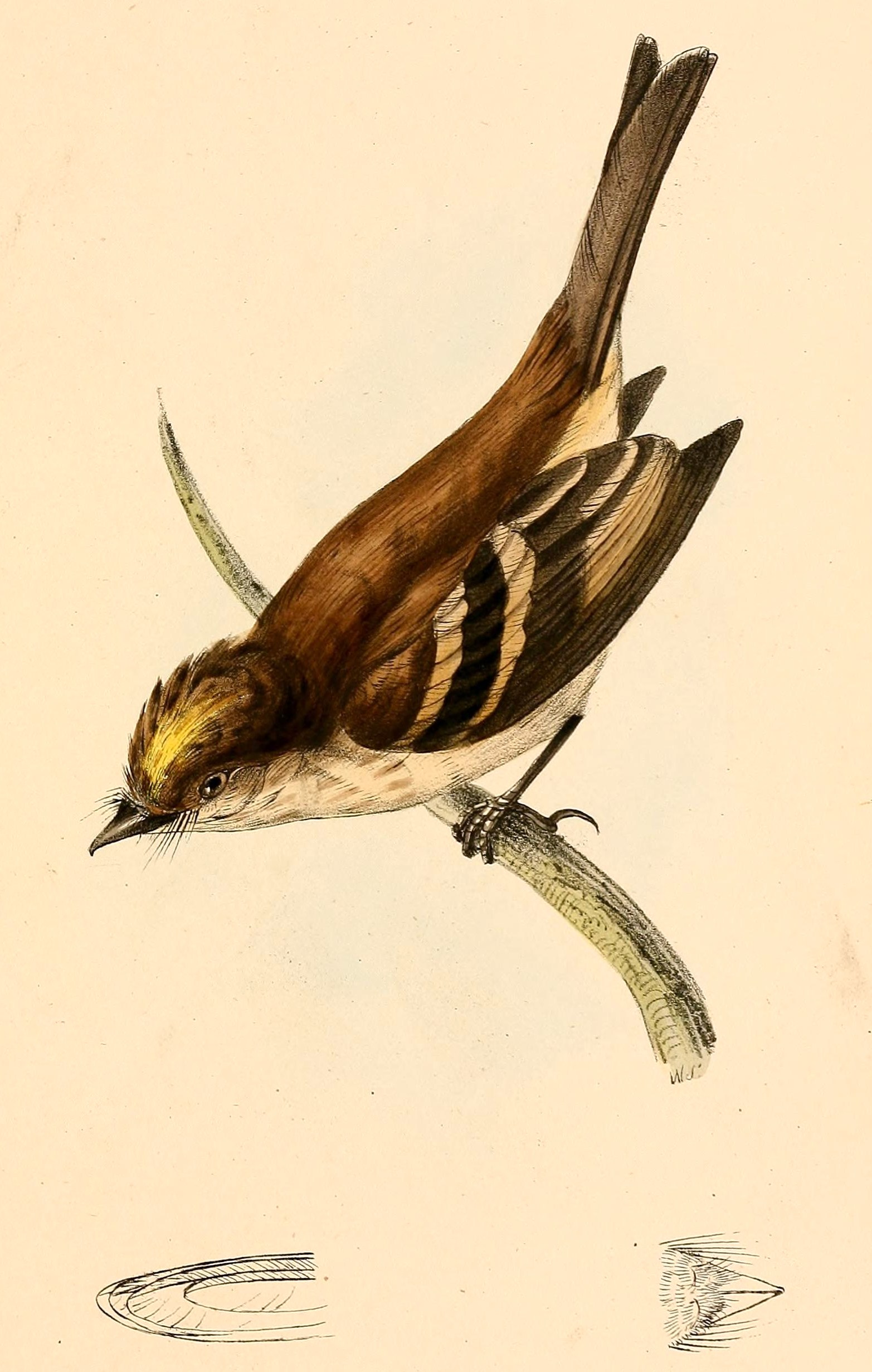
Tyrannula ferruginea = Myiophobus fasciatus; ilustración en Swainson A selection of the birds of Brazil and Mexico, 1841.

### Descripción original
La especie M. fasciatus fue descrita por primera vez por el naturalista alemán Philipp Ludwig Statius Müller en 1776 bajo el nombre científico Muscicapa fasciata; la localidad tipo es «Cayena, Guayana Francesa».

### Etimología
El nombre genérico masculino «Myiophobus» se compone de las palabras del griego «μυια muia, μυιας muias» que significa ‘mosca’, y «φοβος phobos» que significa ‘terror’, ‘miedo’, ‘pánico’; y el nombre de la especie «fasciatus», proviene del latín «fascia» que significa ‘banda’, ‘barra’, «fasciatus» que significa ‘bandeado’.

### Taxonomía
Las subespecies M. fasciatus crypterythrus y M. fasciatus rufescens, como ya fue anticipado por autores anteriores, como Ridgely & Tudor (2009), son consideradas como especies separadas de la presente con base en diferencias de plumaje y de vocalización: el mosquero grisáceo (Myiophobus crypterythrus) y el mosquero rojizo (Myiophobus rufescens) respectivamente, lo que fue reconocido por las principales clasificaciones y por el Comité de Clasificación de Sudamérica (SACC) en la Propuesta No 963.
Ohlson et al. (2008) presentaron datos genético-moleculares demostrando que el género Myiophobus es altamente polifilético, integrado por tres grupos que no son ni cercanamente parientes entre sí; la presente especie, junto a Myiophobus cryptoxanthus, forma parte de uno de dichos grupos.

### Subespecies
Según las clasificaciones del Congreso Ornitológico Internacional (IOC) y Clements Checklist/eBird, se reconocen cinco subespecies, con su correspondiente distribución geográfica:

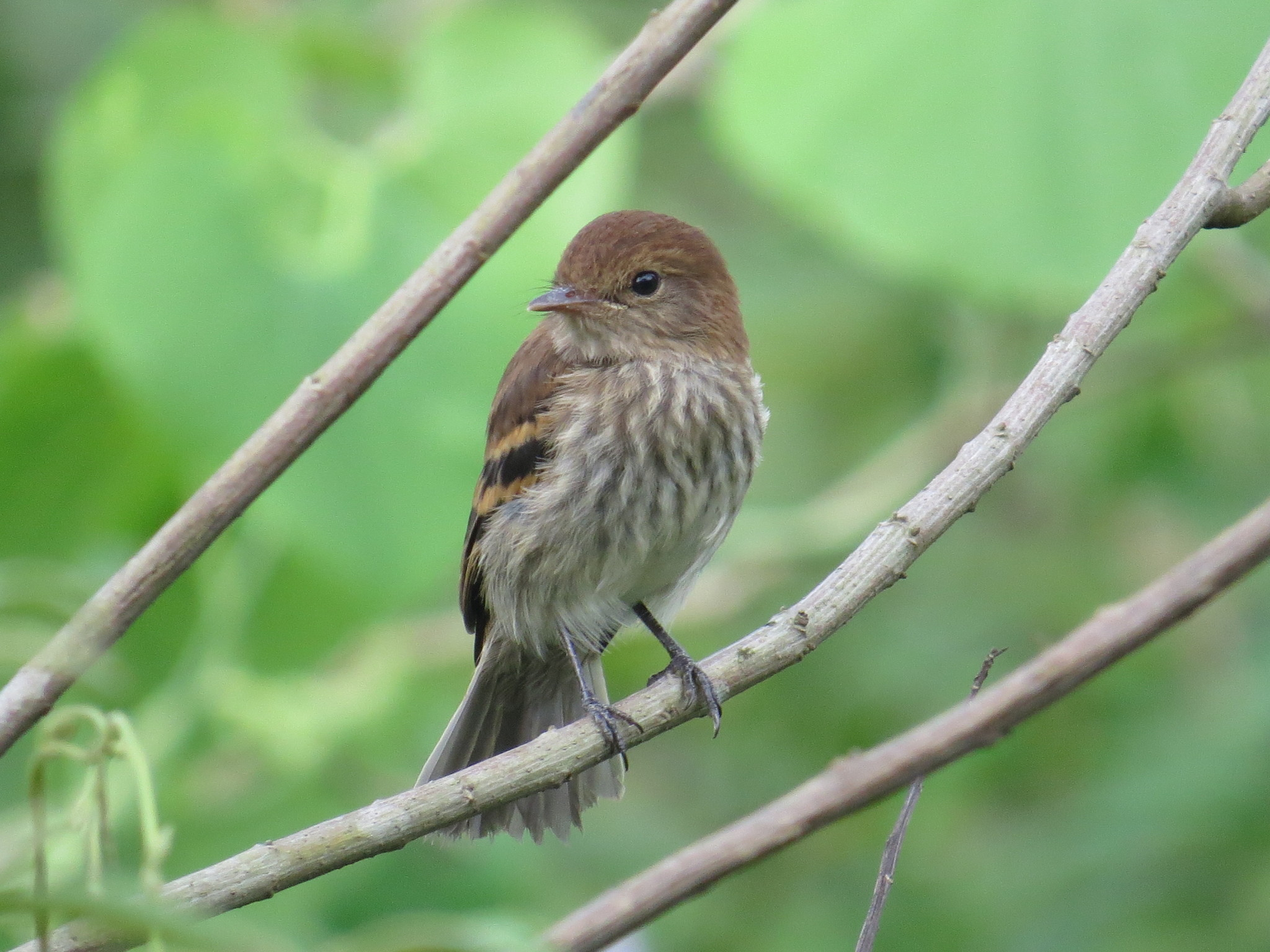
Myophobus fasciatus flammiceps en Nova Iguaçu, Río de Janeiro, Brasil.

- Myophobus fasciatus furfurosus (Thayer & Bangs, 1905) – suroeste de Costa Rica (valle de Téraba) y oeste de Panamá (inclusive isla Pearl).
- Myophobus fasciatus fasciatus (Statius Muller, 1776) – Venezuela, Trinidad, las Guayanas, norte de Brasil (Roraima, Amapá), Colombia (excepto el suroeste) y este de Ecuador.
- Myophobus fasciatus saturatus (Berlepsch & Stolzmann, 1906) – este de Perú (de San Martín a Cuzco).
- Myophobus fasciatus auriceps (Gould, 1839) – sureste de Perú, oeste de Brasil (Acre), norte y este de Bolivia, norte y centro de Argentina (al sur hasta Buenos Aires y oeste de Paraguay.
- Myophobus fasciatus flammiceps (Temminck, 1822) – este y sur de Brasil (al este desde el este de Pará, Mato Grosso y Mato Grosso do Sul)  y este de Paraguay hacia el sur hasta el noreste de Argentina y Uruguay.